# Treharris
Treharris är en ort och community i Storbritannien.   Den ligger i kommunen Merthyr Tydfil och riksdelen Wales, i den södra delen av landet, 220 km väster om huvudstaden London. 
Communityn Treharris omfattar större delen av tätorten Treharris samt omgivande landsbygd. Tätorten ligger delvis även i Bedlinog community.